# گدازه (فیلم ۱۹۸۰)
گدازه (انگلیسی: Lava) یک فیلم است که در سال ۱۹۸۰ منتشر شد.